# مسجد الشيخ خليفة بن زايد آل نهيان
جامع الشيخ خليفة بن زايد آل نهيان في منطقة وسط مدينة العين بجوار مبنى جامعة الإمارات العربية المتحدة. والمسجد ذو التصميم المميز بمآذنه الأربع التي قطعت فيها شوطاً كبيراً وأصبحت ترى من أماكن بعيدة لارتفاعها الشاهق.
وتحمل قبة المسجد الكبيرة نقوشا وآيات من القرآن الكريم لتكون الأكبر من نوعها حيث يصبح المسجد بعد اكتماله الأكبر في مدينة العين والأجمل معمارياً ضمن مساجد العالم.

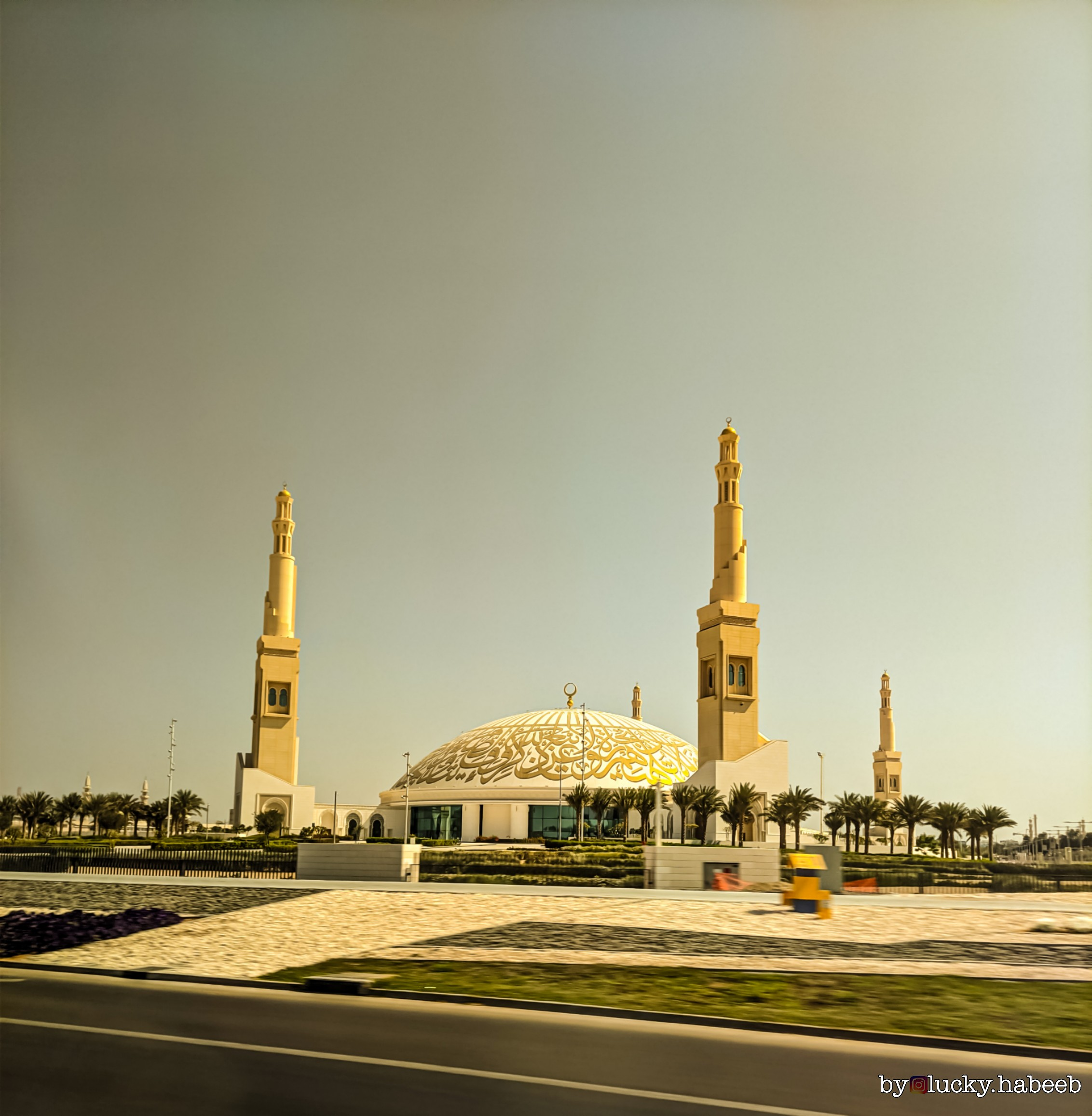
مسجد الشيخ خليفة بن زايد آل نهيان

## الموقع
يقع المسجد في وسط مدينة العين في منطقة المعترض، بجانب «جامعة الإمارات» والمعهد الإسلامي، ويقابله دوار الشيخ زايد بتقاطع شارع الشيخ خليفة وشارع خليفة الأول.

## البناء
بدأ ظهور المسجد ومآذنه والبناء على مستوى الشارع في أكتوبر 2014 وقبل ذلك كان العمل على البنية التحتية والقواعد. وسيكون المسجد أبرز الصروح المعمارية ذات الطابع الإسلامي المميز، ليس في مدينة العين فحسب، بل على مستوى دولة الإمارات العربية المتحدة بأسرها، من حيث تعبيره عن روح العمارة الإسلامية وتراثها الفني الفريد، ودلالته الرمزية لثقافة الدولة وموروثاتها الحضارية ولخصوصية مدينة العين 

## التصميم
قدم التصميم للمسجد مكتب البياتي للعمارة والاستشارات ويشغل المسجد مساحة كلية قدرها 256 ألفاً و680 متراً مربعاً بينما تبلغ المساحة المبنية منها 15 ألفاً و684 متراً مربعاً، ويتألف من: الحرم الرئيسي للمسجد “القبة” ومساحته 4 آلاف و417 متراً مربعاً، وأربع مآذن بأرتفاع 75 مترا تشمخ في أركان القبة، وهي مستمدة من طراز مآذن الجامع الكبير في سامراء بطرح حديث، وهناك رواق صمم على الطراز الأموي الأندلسي، ويربط مكونات المشروع المختلفة، ويؤطر الصحن الذي تبلغ مساحته 7 آلاف و660 متراً مربعاً.
يتسع المسجد لعشرين ألفاً وأربعمائة وستين مصلياً، منهم خمسة آلاف ومئتان داخل الحرم الرئيس للمسجد “تحت القبة”، وألف ومئتا مصل في الفضاءات الداخلية المغطاة، وأربعة عشر ألف مصل في الساحات الخارجية المفتوحة، وفي المسجد قاعات للصلاة وأماكن للوضوء مخصصة للنساء. وأيضا سيتم تصميم المسطحات الخضراء التي تشغل مساحة قدرها 390ر75 مترا مربعا 

### القبة

القبة تحت الانشاء في مارس 2015

تتميز قبة المسجد بالعديد من الخصائص الأساسية حيث أنها تعد أكبر قبة من حيث الحجم على مستوى مساجد دولة الإمارات، إذ يبلغ قطرها الخارجي 86 متراً، وقطرها الداخلي 75 متراً، وارتفاعها من الداخل 29 متراً، وأنها تغطي الحرم من دون أعمدة داخلية،بينما تحملها من الخارج أربعة أزواج من الأعمدة الرئيسية، لافتاً إلى أن تصميمها التفصيلي يحاكي الطراز الأموي للقباب بشقيه الشامي كقبة الصخرة، والشمال أفريقي والأندلسي كالمسجد الكبير في تلمسان بالجزائر، والجامع الكبير في تازة بالمغرب. وكذلك هي مغايرة للشكل التقليدي لقباب المساجد من ناحية التفصيل والمعالجة، حيث اعتمدت في تشكيلها على لوحات قرآنية متداخلة نسجت من خط الثلث العربي بحروف بارزة تظهر رونق الخط العربي وجمالياته، وبذلك لم تعد تلك اللوحات نقوشاً وزخارف تزين سطح القبة وحسب، بل تحولت إلى مكون أساسي وعنصر تكامل في نسيج القبة المعماري. كما روعي في تصميم القبة التخطيط الهندسي والتنظيم الرياضي للفن الإسلامي القائم على ترابط العلاقات الهندسية المجردة التي تستند إلى المربع كشكل أساسي للتناسق والتناسب، وذلك بهدف تحقيق علاقات متوازنة ومتكاملة بين أجزائه المترابطة للتعبير عن البساطة والاستقرار اللتين هما من سمات الدين الإسلامي الحنيف.

## الافتتاح
خلال الربع الثاني من عام 2016  وكانت شركة الإنشاءات العربية قد بدأت بالعمل على البناء ديسمبر/ كانون الأول عام 2013 وقد تم طرح مناقصة البناء في 29 يوليو 2013 

## معرض الصور

صورة لأعمال البناء بتاريخ 13/11/2014 (إلى أقصى يمين الصورة)
صورة لأعمال البناء بتاريخ 24/11/2014 (تظهر المآذن التي بدأت ترتفع)
المسجد خلال الإنشاء في 7 ديسمبر 2014
في 8 ديسمبر 2014
في 30 يناير 2015
في 6 فبراير 2015
في مارس 2015
بناء القبة في مارس 2015
في 23 أبريل 2015
في 1/7/2015
في اكتوبر 2015